# Filippinernas landslag i drakbåt
Filippinernas landslag i drakbåt representerar Filippinerna i landslagstävlingar i drakbåt.

## Seniorlandslaget

### ICF-VM
I tabellen visas de medaljer som Filippinerna tagit i VM som arrangeras av International Canoe Federation (ICF).
| År     | Värdort     | Guld | Silver | Brons | Totalt |
| ------ | ----------- | ---- | ------ | ----- | ------ |
| 2006   | Kaohsiung   | ?    | ?      | ?     | ?      |
| 2008   | Poznań      | ?    | ?      | ?     | ?      |
| 2010   | Szeged      | ?    | ?      | ?     | ?      |
| 2012   | Milano      | 6    | 1      | 0     | 7      |
| 2014   | Poznań      | 3    | 3      | 2     | 8      |
| 2016   | Moskva      | 2    | 0      | 2     | 4      |
| 2018   | Gainesville | ?    | ?      | ?     | ?      |
| 2022   | Račice      | ?    | ?      | ?     | ?      |
| Totalt | Totalt      | 11   | 4      | 4     | 19     |

### IDBF-VM
I tabellen visas de medaljer som Filippinerna tagit i VM som arrangeras av International Dragon Boat Federation (IDBF).
| År     | Värdort      | Guld                     | Silver                   | Brons                    | Totalt                   |
| ------ | ------------ | ------------------------ | ------------------------ | ------------------------ | ------------------------ |
| 1995   | Yueyang      | ?                        | ?                        | ?                        | ?                        |
| 1997   | Hongkong     | ?                        | ?                        | ?                        | ?                        |
| 1999   | Nottingham   | ?                        | ?                        | ?                        | ?                        |
| 2001   | Philadelphia | ?                        | ?                        | ?                        | ?                        |
| 2003   | Poznań       | ?                        | ?                        | ?                        | ?                        |
| 2004   | Shanghai     | ?                        | ?                        | ?                        | ?                        |
| 2005   | Berlin       | ?                        | ?                        | ?                        | ?                        |
| 2007   | Sydney       | ?                        | ?                        | ?                        | ?                        |
| 2009   | Račice       | 2                        | 1                        | 0                        | 3                        |
| 2011   | Tampa Bay    | 5                        | 0                        | 0                        | 5                        |
| 2013   | Szeged       | 0                        | 2                        | 2                        | 4                        |
| 2015   | Welland      | 2                        | 0                        | 0                        | 2                        |
| 2017   | Kunming      | Filippinerna deltog inte | Filippinerna deltog inte | Filippinerna deltog inte | Filippinerna deltog inte |
| 2019   | Pattaya      | ?                        | ?                        | ?                        | ?                        |
| 2023   | Pattaya      | ?                        | ?                        | ?                        | ?                        |
| Totalt | Totalt       | 9                        | 3                        | 2                        | 14                       |